# جت (اسرائیل)
جت (به لاتین: Jatt) یک منطقهٔ مسکونی در اسرائیل است که در حیفا واقع شده‌است.